# Orangisten

Die Prinsenvlag mit Orange statt Rot in der niederländischen Flagge war Identifikationssymbol der Orangisten

Als Orangisten oder Oranier-Partei (niederländisch Oranjepartij) bzw. Statthalter-Partei oder Prinzenpartei wurden in den Niederlanden die Anhänger jener politischen Gruppierung bezeichnet, die zum Erbstatthalter aus dem Hause Oranien-Nassau hielten. Die pauschale Identifikation aller Niederländer als Oranjes lässt außer Acht, dass es unter der niederländischen Bevölkerung stets auch Gegner der Oranier gab.

## Orangismus in der Republik der Vereinigten Niederlande
Der Kampf zwischen republikanischer und monarchischer Staatsform war in der Republik der Sieben Vereinigten Provinzen zu Beginn des 17. Jahrhunderts zunächst zugunsten der letzteren entschieden worden. Die überwiegend vom Landadel, aber auch von der Landbevölkerung und fanatischen Calvinisten gestützte Partei des Prinzen (Fürsten) Moritz von Nassau-Oranien stürzte 1618 die von städtischen Patriziern (Regenten) getragene Staatenpartei um Landesadvokat Johan van Oldenbarnevelt. Hochburg der Orangisten war die Provinz Friesland, die ihrer Gegner auch in späteren Machtkämpfen zumeist Holland.

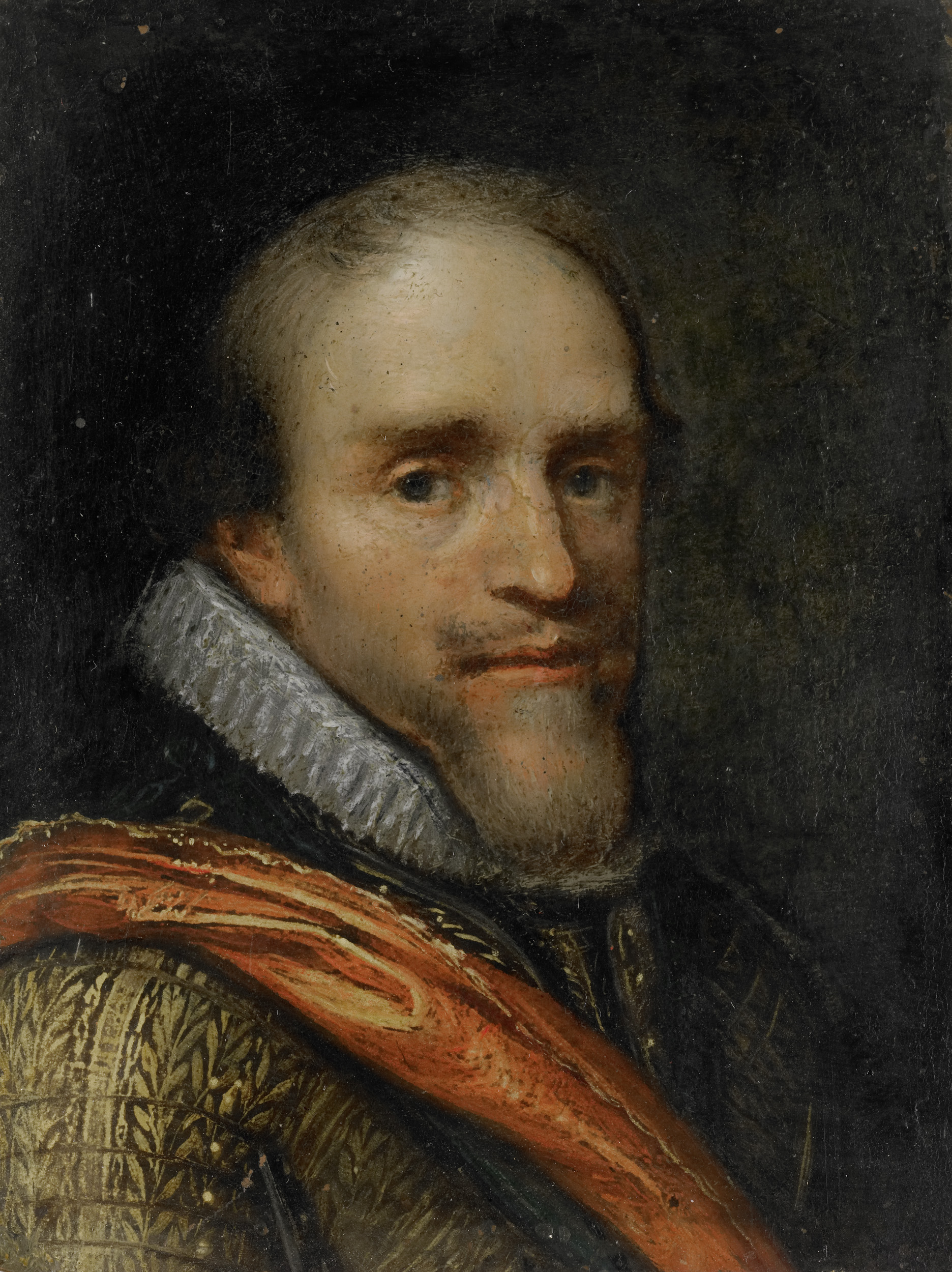
Moritz von Nassau-Oranien verdrängte 1618 die Staatenpartei von der Macht
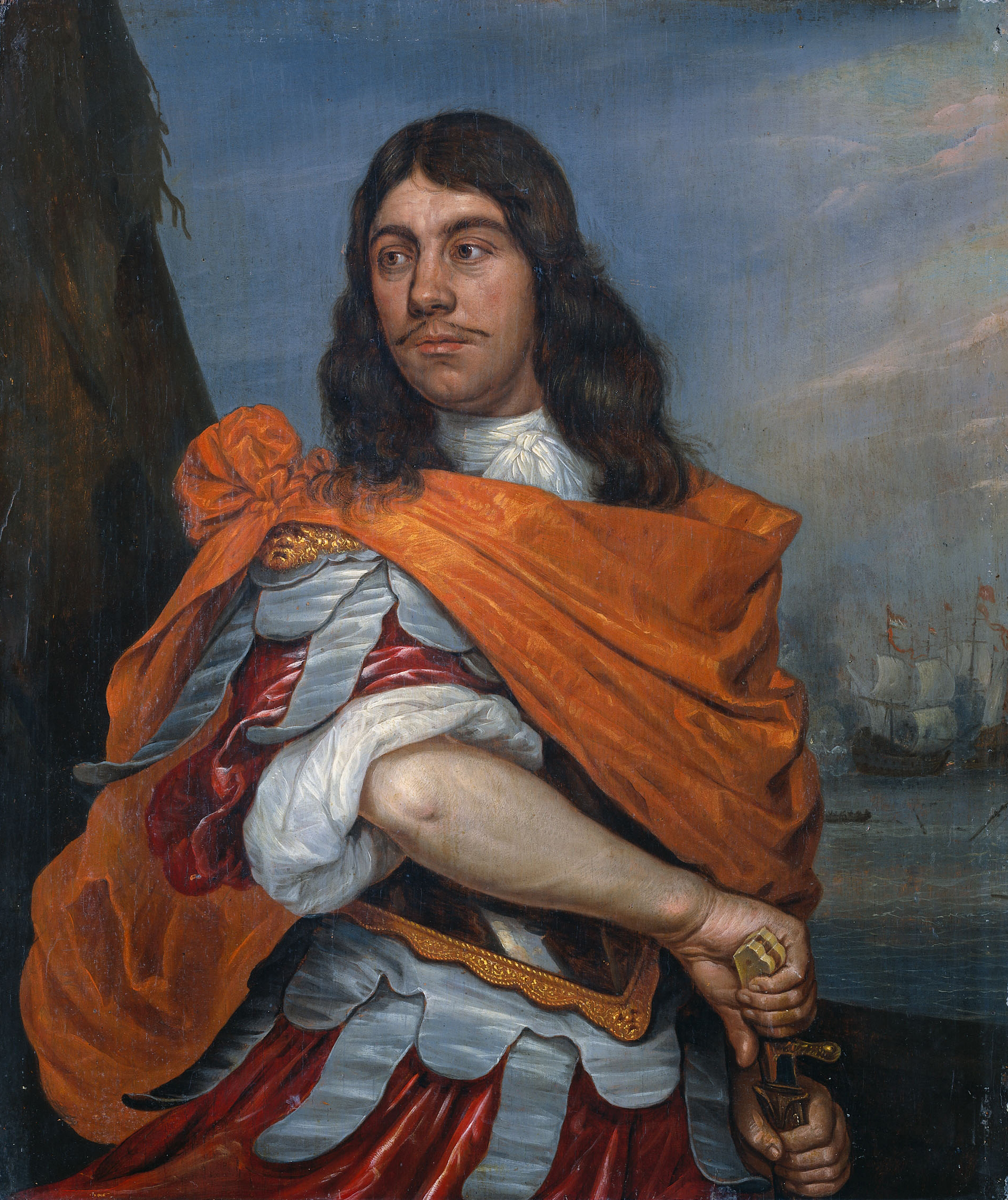
Admiral Cornelis Tromp stellte sich nicht nur optisch zu den Oraniern und gegen Ratspensionär Johan de Witt
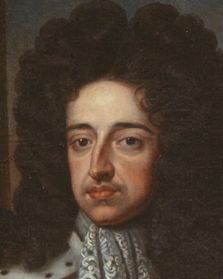
Anhänger Wilhelms III. stürzten die Regenten 1672; 1689 wurde er König von England

Nach dem Tode von Moritz’ Neffen Wilhelm II. im Jahr 1650 organisierten sich die Gegner der Oranier in der Regentenpartei und riefen unter der Ägide von Cornelis de Graeff noch im selben Jahr die sogenannte Erste Statthalterlose Periode aus. In dieser Zeit wurde die republikanische Sache durch De Graeffs Neffen Ratspensionär Johan de Witt vertreten, der den jungen Fürsten Wilhelm III. zunächst von der Macht fernhielt, ehe er im Rampjaar 1672 von den Orangisten gestürzt, und mitsamt seinem Bruder Cornelis de Witt auf grausamste Weise ermordet wurde. Mit der Berufung Wilhelms III. zum König von England, Schottland und Irland begann eine enge Bindung zwischen den Oraniern und England, und mit der Berufung Wilhelms IV. zum Erbstatthalter sämtlicher sieben niederländischen Provinzen im Jahre 1747 drohte den Niederlanden faktisch die Umwandlung in eine absolutistische Erbmonarchie, wogegen sich Stadtbürger, Demokraten und Republikaner in der Patriotenpartei organisierten. Wie sehr der Konflikt zwischen den probritischen Orangisten und den profranzösischen Patrioten die Niederlande beeinträchtigte, zeigte sich im Englisch-Niederländischen Krieg (1780–1784), als die Oranier-treuen Admirale sich zu einer entschlossenen Verteidigung der Niederlande bzw. der niederländischen Kolonien nicht durchringen wollten. Nach Kriegsende konnten die Patrioten die Orangisten und Wilhelm V. 1786 zunächst vertreiben, ehe dieser im Rahmen des Preußischen Einmarschs in Holland 1787 wieder eingesetzt wurde, 1795 aber von Patrioten und französischen Revolutionsheeren endgültig vertrieben wurde. Der Kampf zwischen Patrioten und Orangisten setzte sich auch in den niederländischen Kolonien bzw. in der Marine fort (Kapitulation in der Saldanhabucht 1796, Kapitulation im Vlieter 1799).

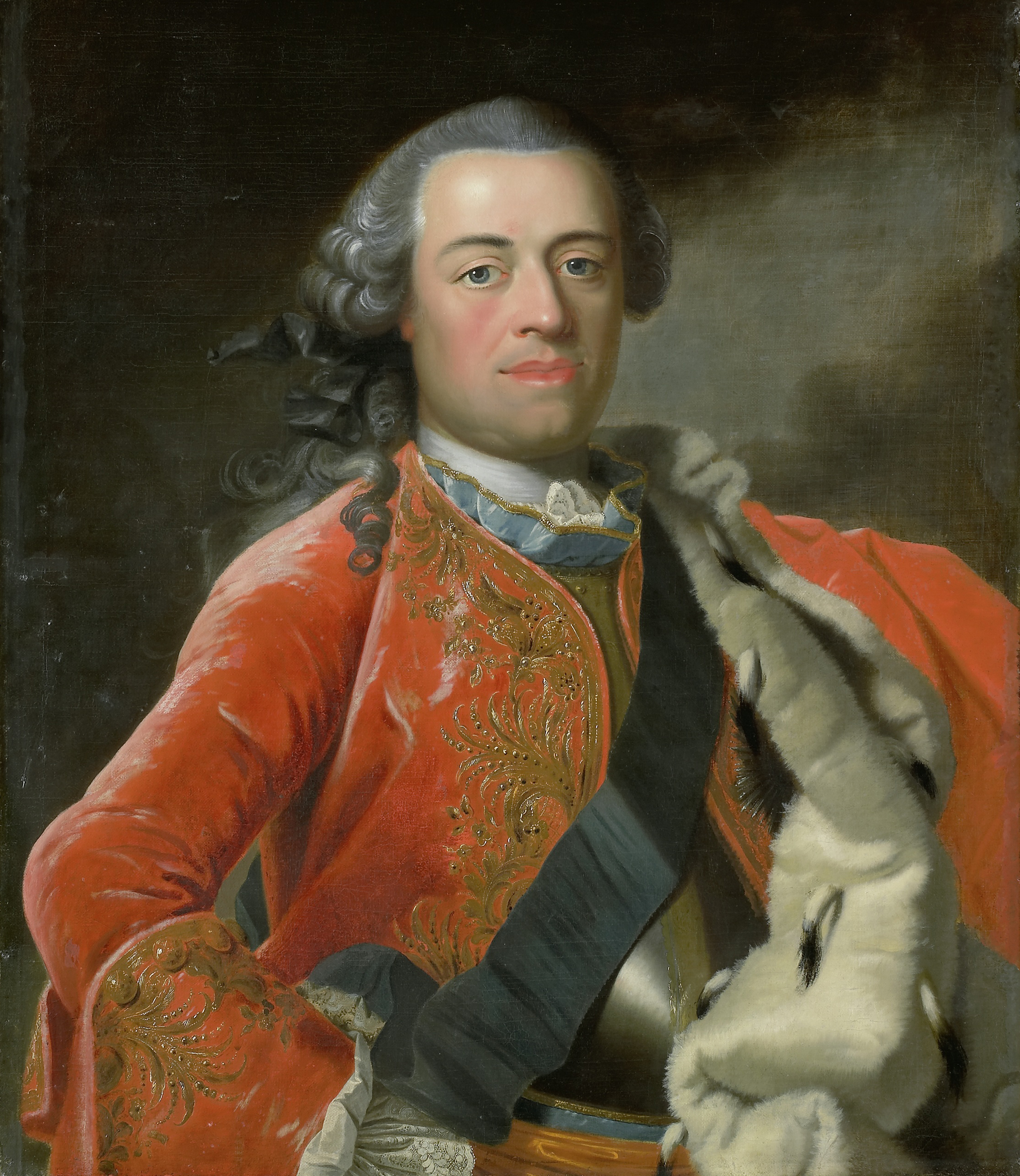
Wilhelm IV. wurde 1747 Erbstatthalter aller niederländischen Provinzen
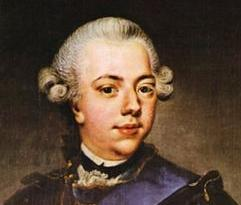
Wilhelm V. wurde 1786 durch die Patrioten und 1795 durch die Franzosen vertrieben
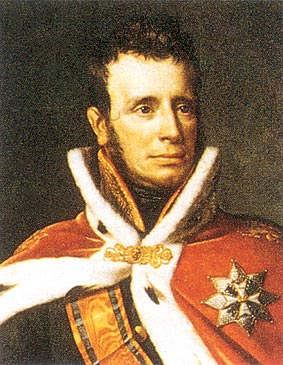
Wilhelm I. regierte als König der Niederlande 1815–1831 auch Belgien und Luxemburg

## Orangismus im Königreich der Vereinigten Niederlande

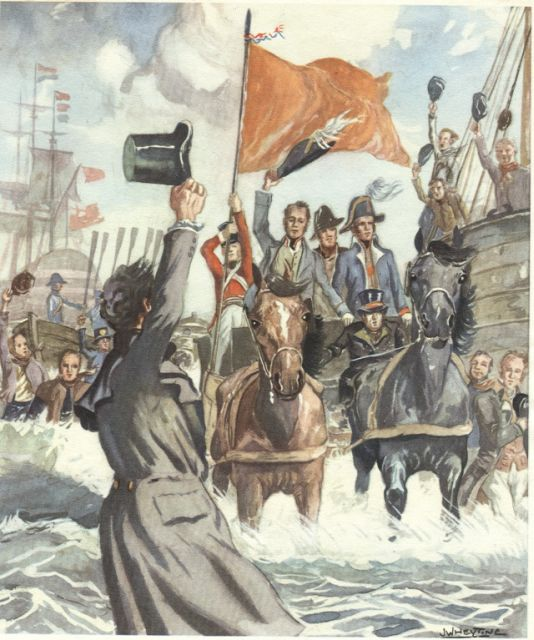
Nach der Vertreibung der Franzosen Ende 1813 feierten die Orangisten den aus England zurückgekehrten Erbprinzen

Als Orangisten wurden auch jene vorwiegend flämischen Anhänger der Oranier in Belgien und Luxemburg bezeichnet, die 1815 die Bildung des Belgien und Luxemburg einschließenden Königreichs der Vereinigten Niederlande begeistert begrüßt hatten und auch während der Belgischen Revolution noch treu zum niederländischen Königshaus und zum Einheitsstaat standen. Auch ihre Gegner bezeichneten sich selbst als (belgische) Patrioten.

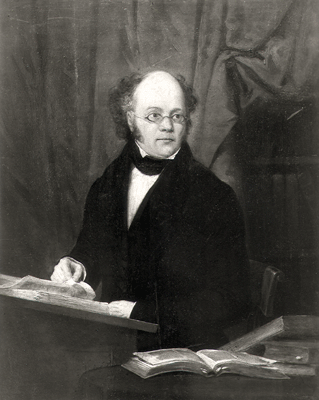
Jan Frans Willems war ein belgischer Anhänger der Oranier und flämischer Nationalist
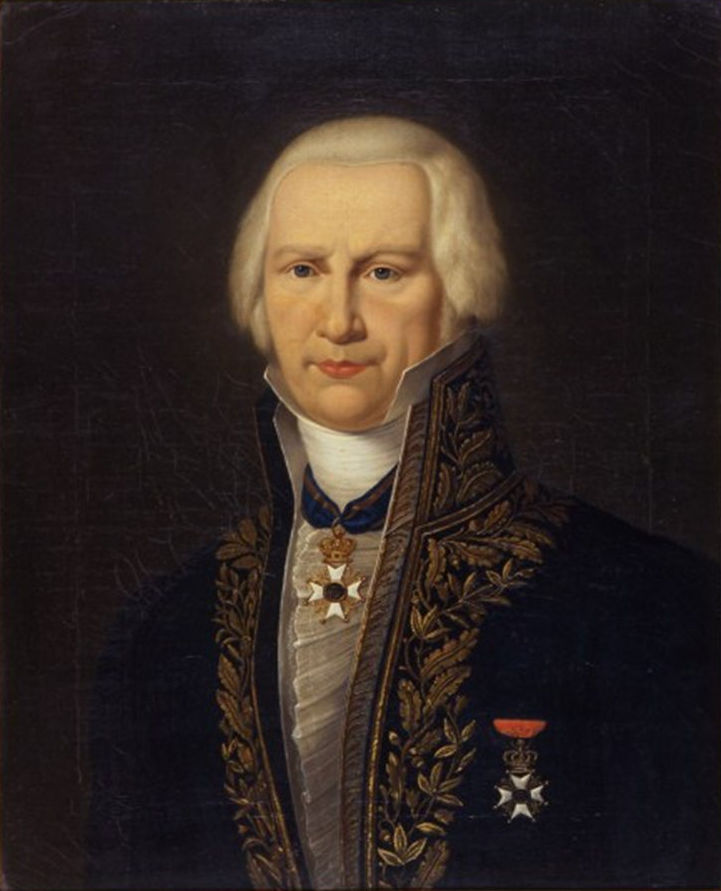
Petrus Hofstede war ein niederländischer Führer der Orangisten vor 1795 und nach 1815
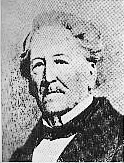
Gaspard Théodore de la Fontaine war ein Führer der Orangisten in Luxemburg